# Virgil (Kansas)
Virgil es una ciudad ubicada en el condado de Greenwood el estado estadounidense de Kansas. En el año 2010 tenía una población de 71 habitantes y una densidad poblacional de 50,71 personas por km².

## Geografía
Virgil se encuentra ubicada en las coordenadas 37°58′50″N 96°0′40″O / 37.98056, -96.01111 (37.980603, -96.011090).

## Demografía
Según la Oficina del Censo en 2000 los ingresos medios por hogar en la localidad eran de $23,750 y los ingresos medios por familia eran $33,125. Los hombres tenían unos ingresos medios de $21,250 frente a los $15,625 para las mujeres. La renta per cápita para la localidad era de $10,604. Alrededor del 22.8% de la población estaban por debajo del umbral de pobreza.